# Степановка (Розквитовский сельсовет)
Степановка (укр. Степанівка) — бывшее село в Березовском районе Одесской области Украины. Село было подчинено Розквитовскому сельсовету.

## История
По состоянию на 1964 год население — 25 человек. Было включено в состав села Кринички.

## География
Сейчас является северо-западной частью села Кринички. Было расположено на реке Кошкова — непосредственно северо-западнее села Кринички. Было кладбище.  